# Dennis Dart
Dennis Dart — коммерческий автобус среднего класса производства Dennis Specialist Vehicles, предназначенный для эксплуатации в странах с левосторонним движением.

## Первое поколение
Автобусы Dennis Dart производились с 1988 года с кузовом Duple Dartline. За всю историю производства на автобусы ставили дизельный двигатель внутреннего сгорания американского производства Cummins 6BT и автоматическую трансмиссию Allison AT545. Ширина составляла 2300 мм, длина — 8500 мм, 9000 мм и 9800 мм. Производство завершилось в 1988 году.

## Второе поколение
Начиная с 1996 года, стартовало производство низкопольной модели Dennis Dart SLF. Ширина автобуса составляла 2400 мм, длина — 9200 мм, 10000 мм и 10600 мм. Подвеска — пневматическая. За всю историю производства на автобус ставили дизельный двигатель внутреннего сгорания американского производства Cummins ISBe. Его не ставили только на модели длиной 11300 мм. В модельный ряд также входили модели SPD и MPD. Производство завершилось в 2008 году.

## Галерея

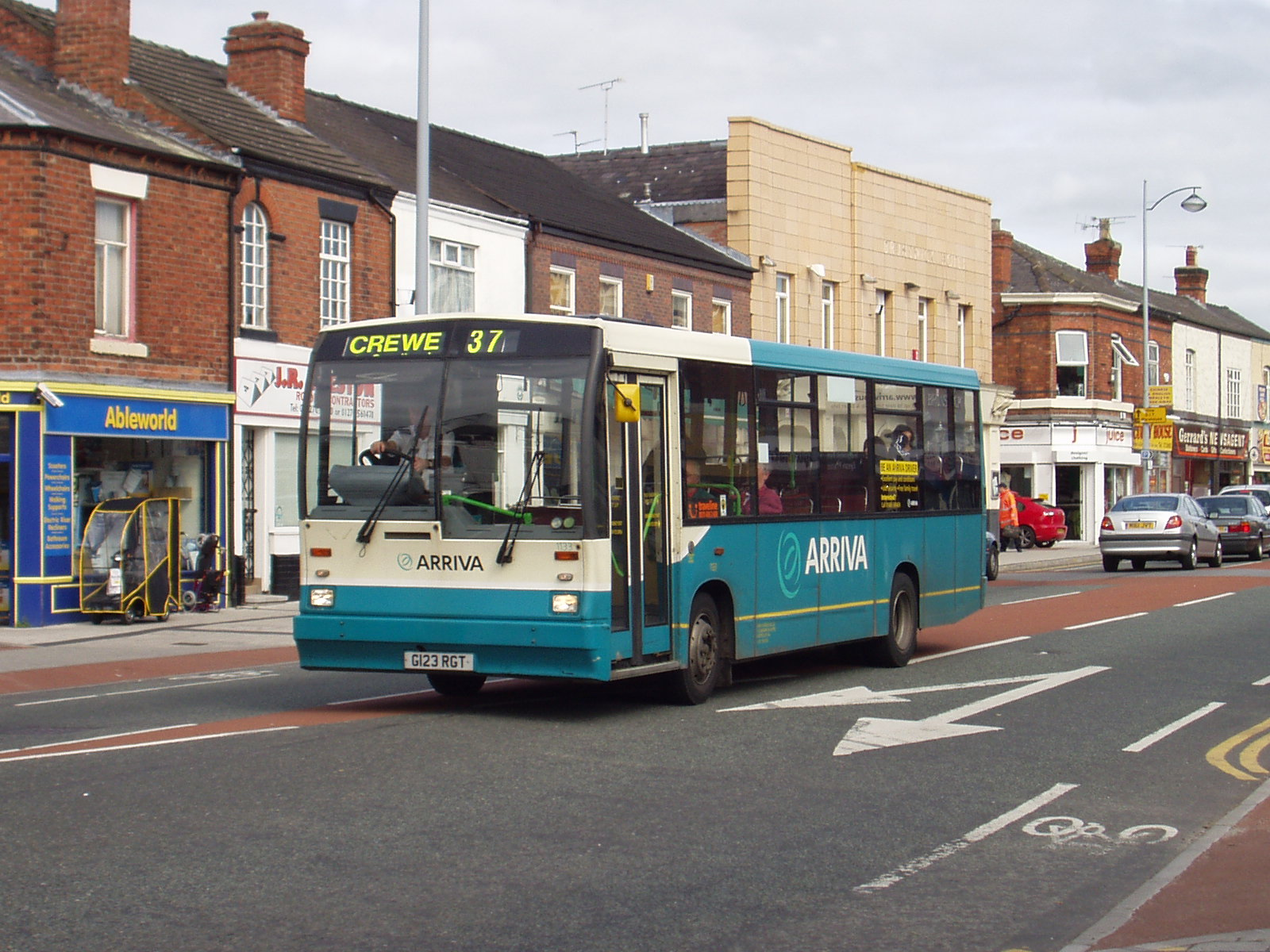
Однодверный Dennis Dart с кузовом Duple Dartline в Кру
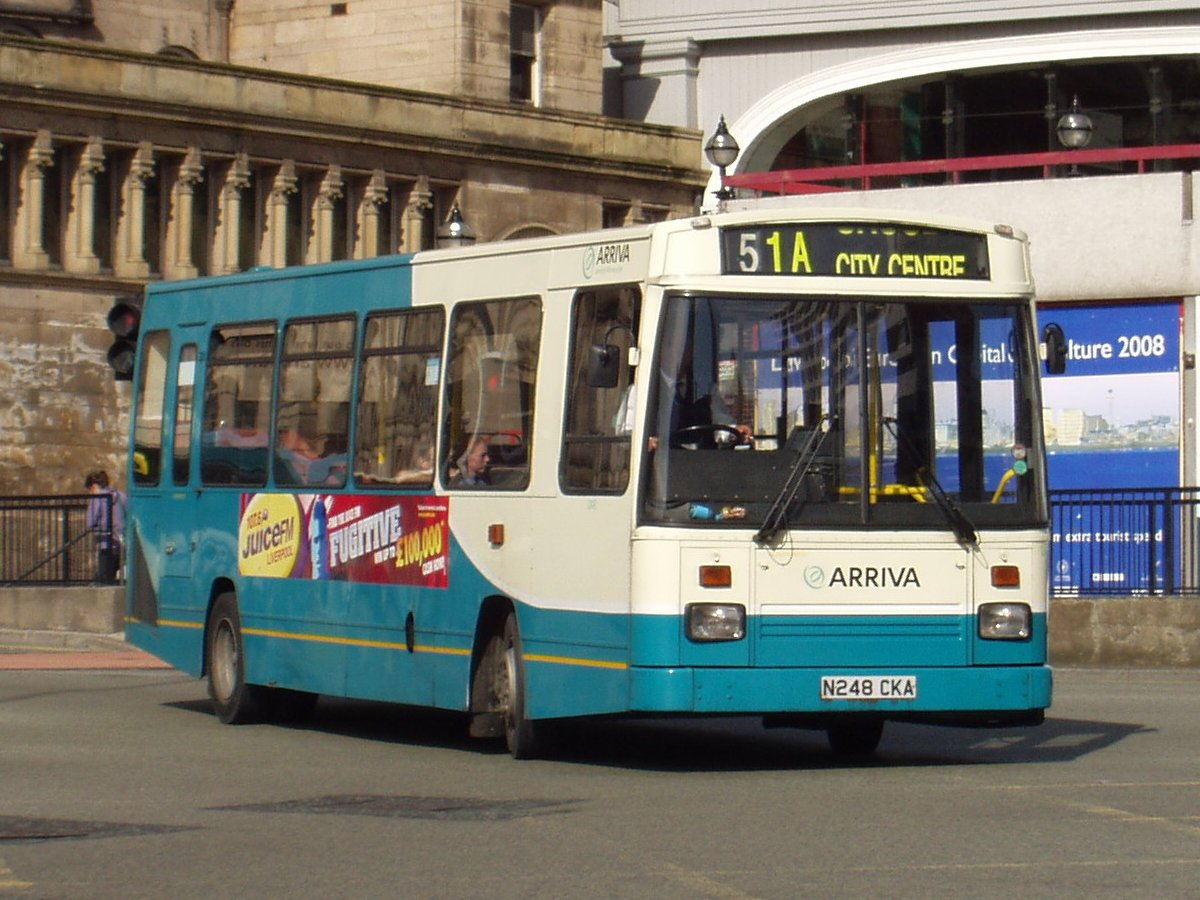
Однодверный Dennis Dart в Ливерпуле
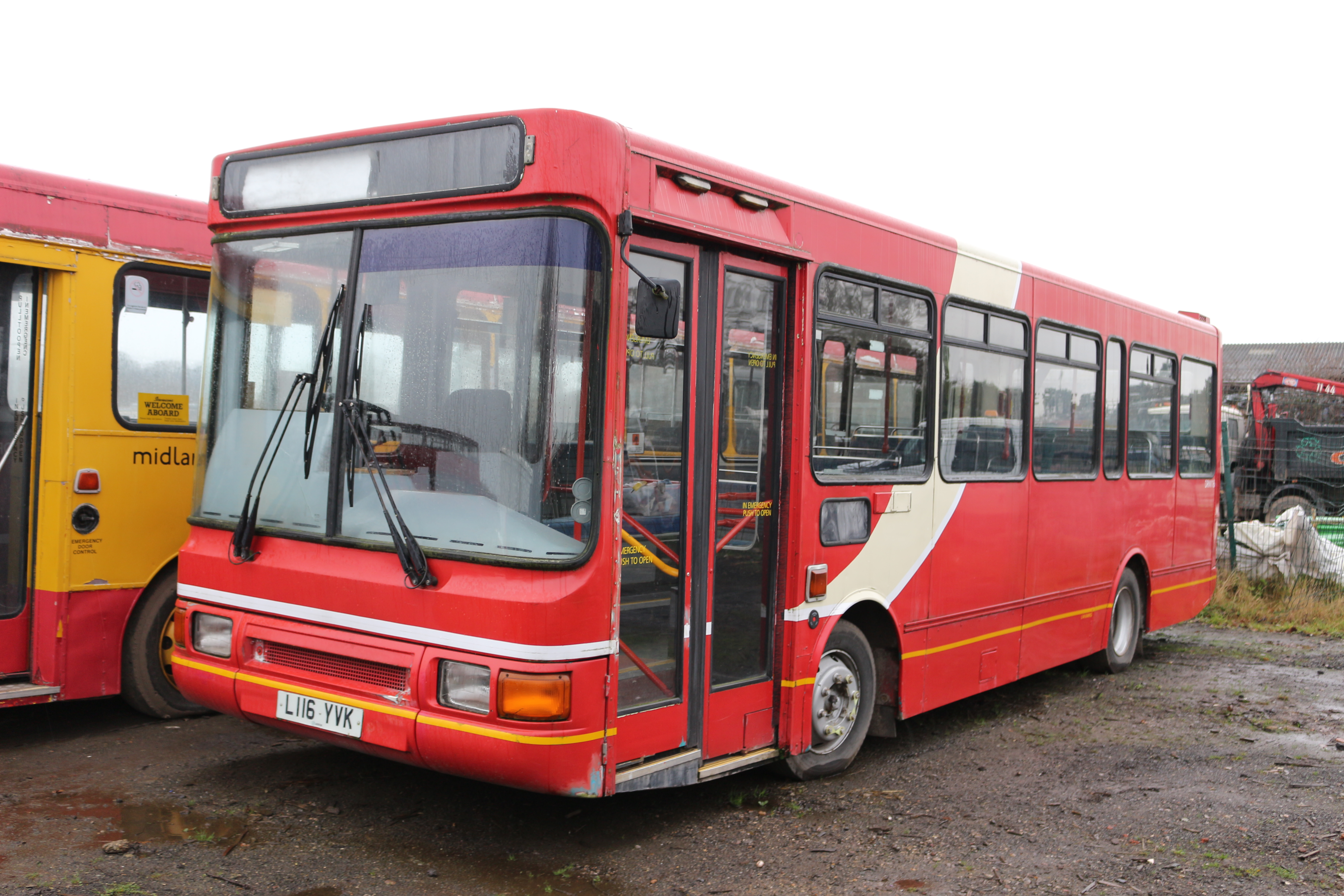
Однодверный Dennis Dart в Лондоне
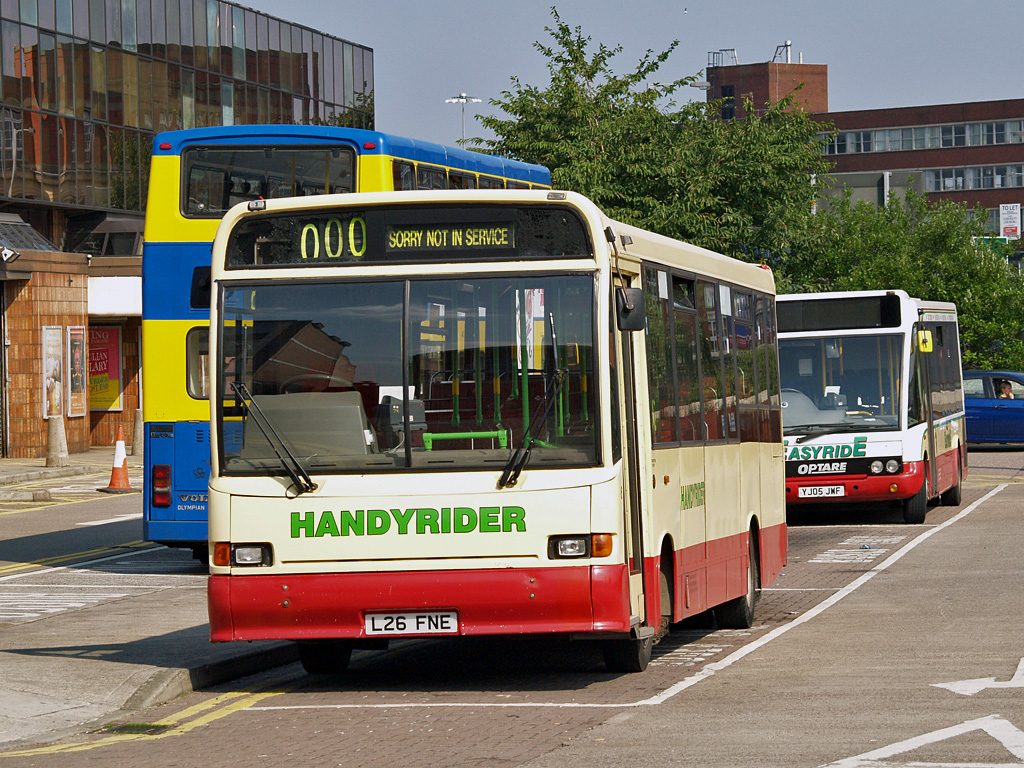
Marshall C37
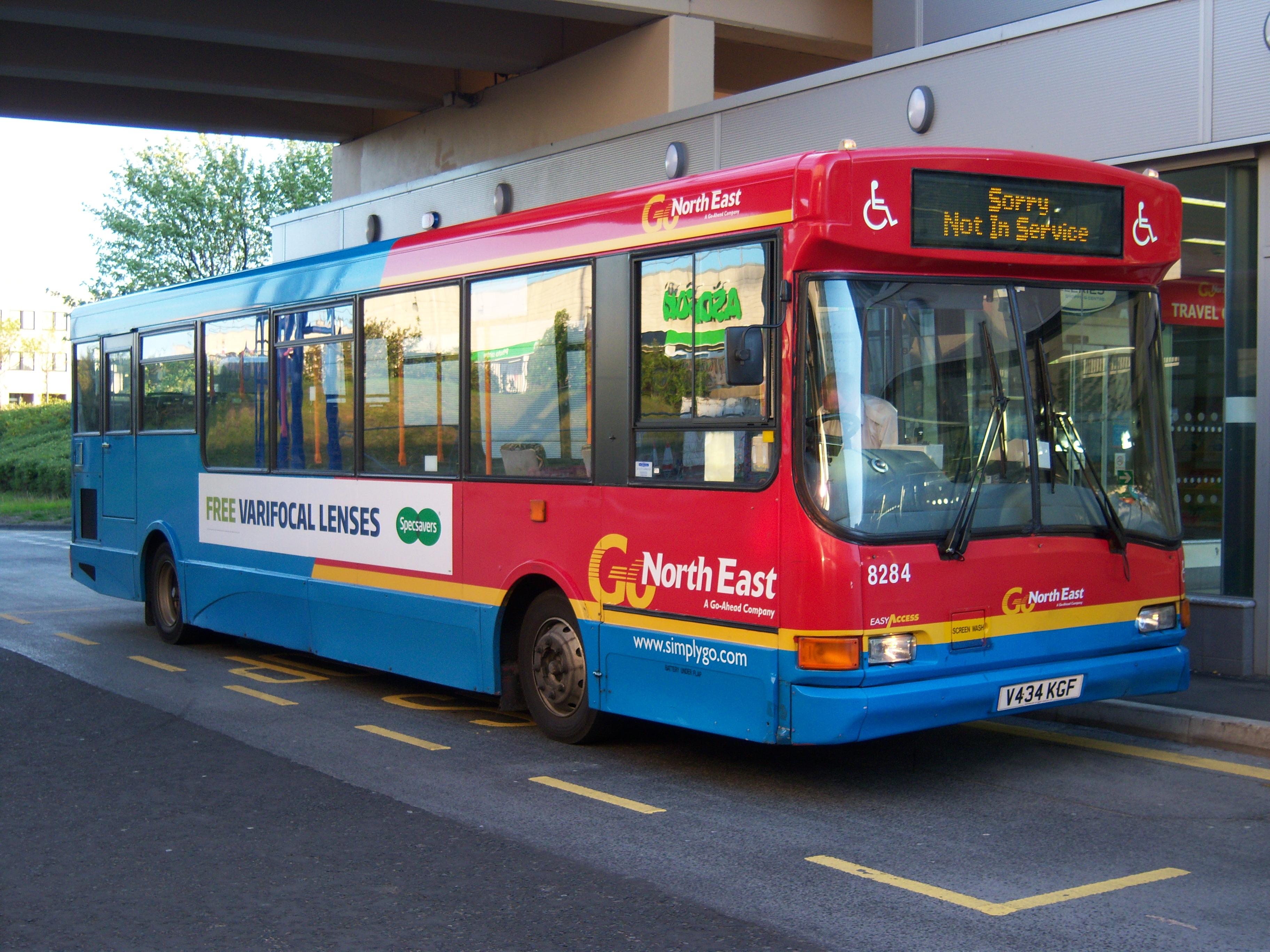
Caetano Compass в Вашингтоне
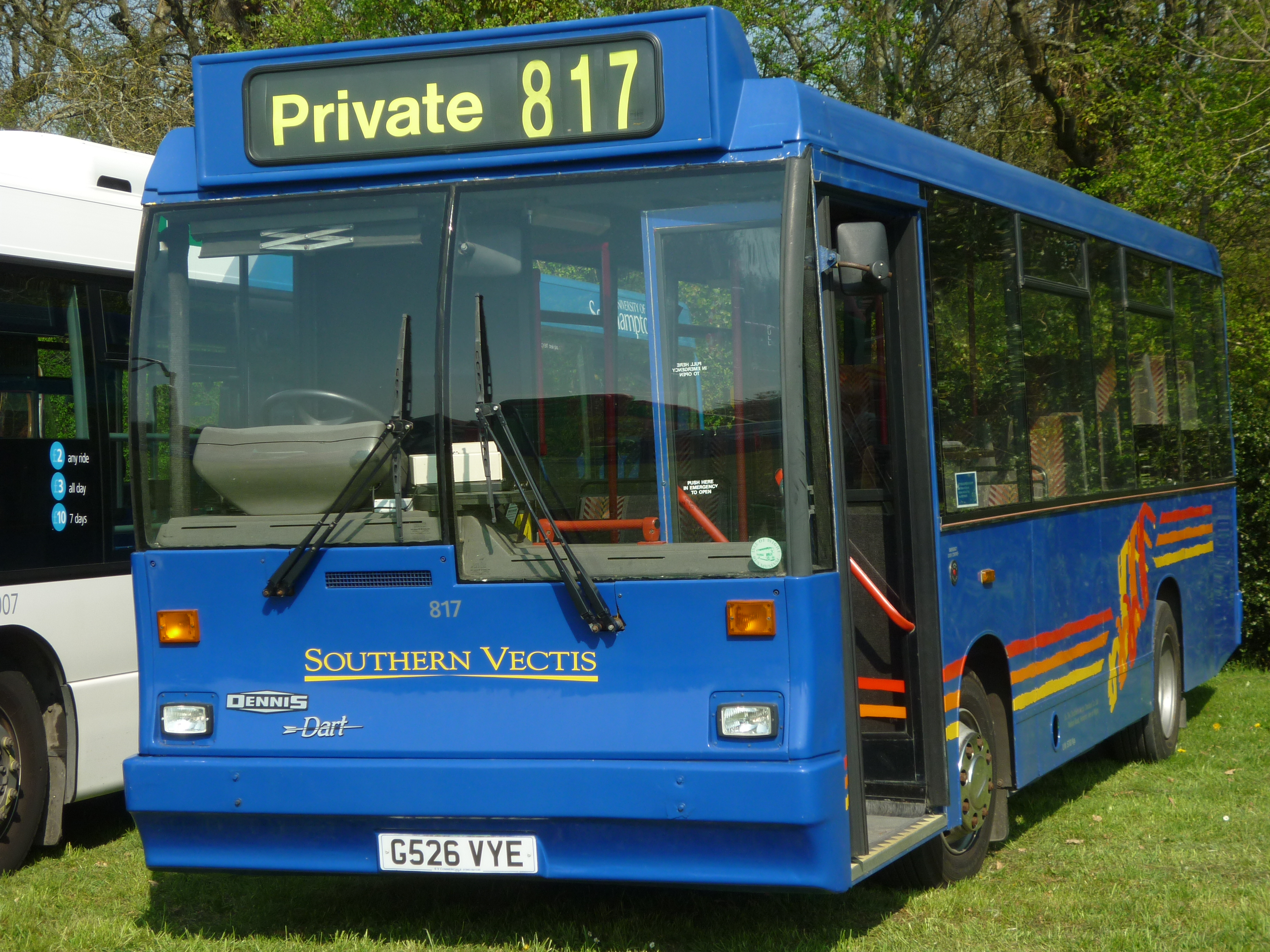
Southern Vectis
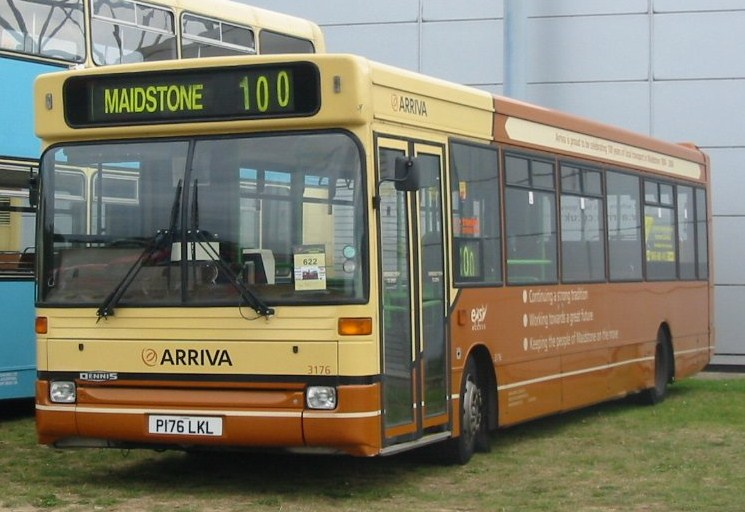
Plaxton Pointer
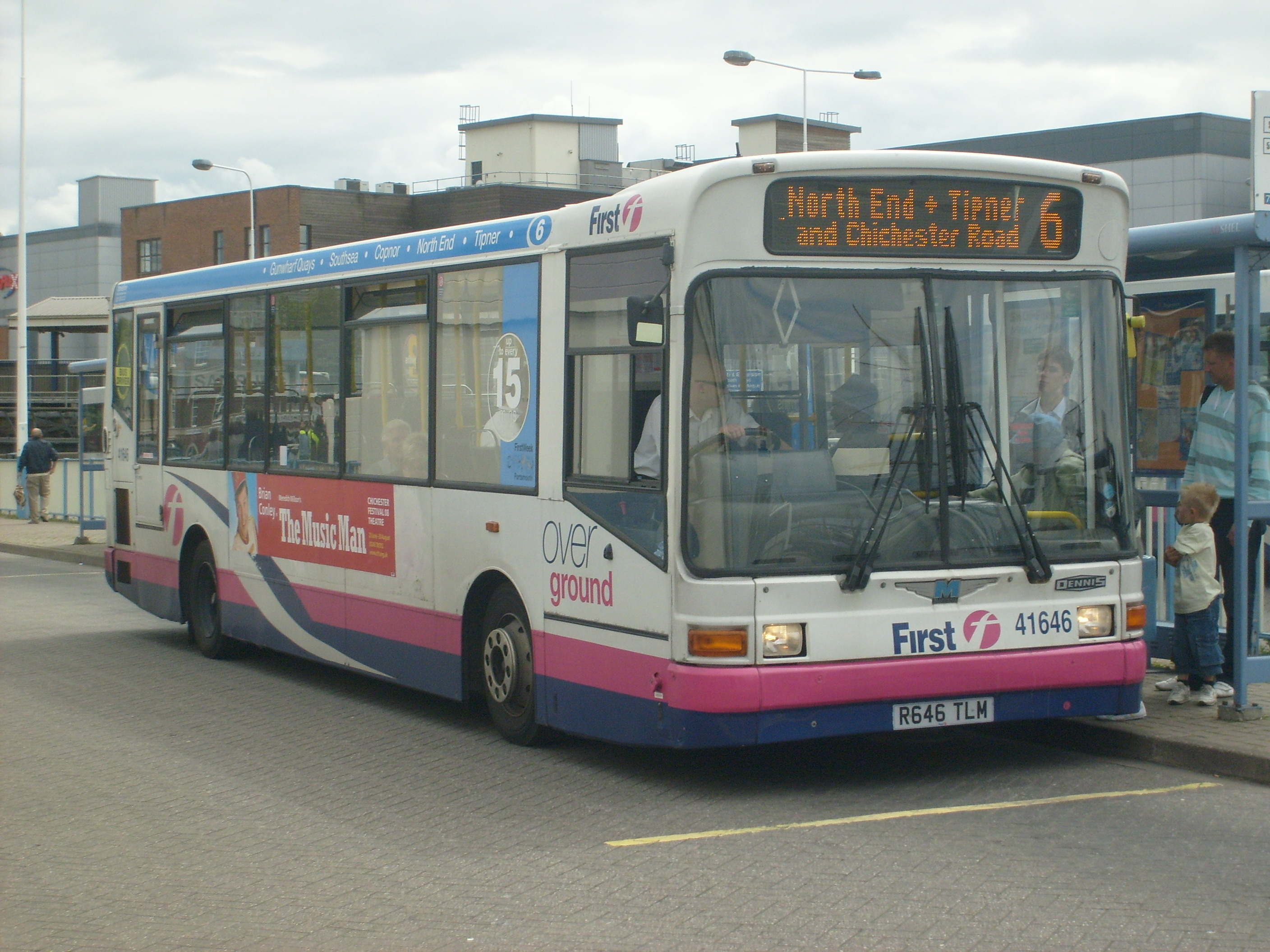
Marshall Capital
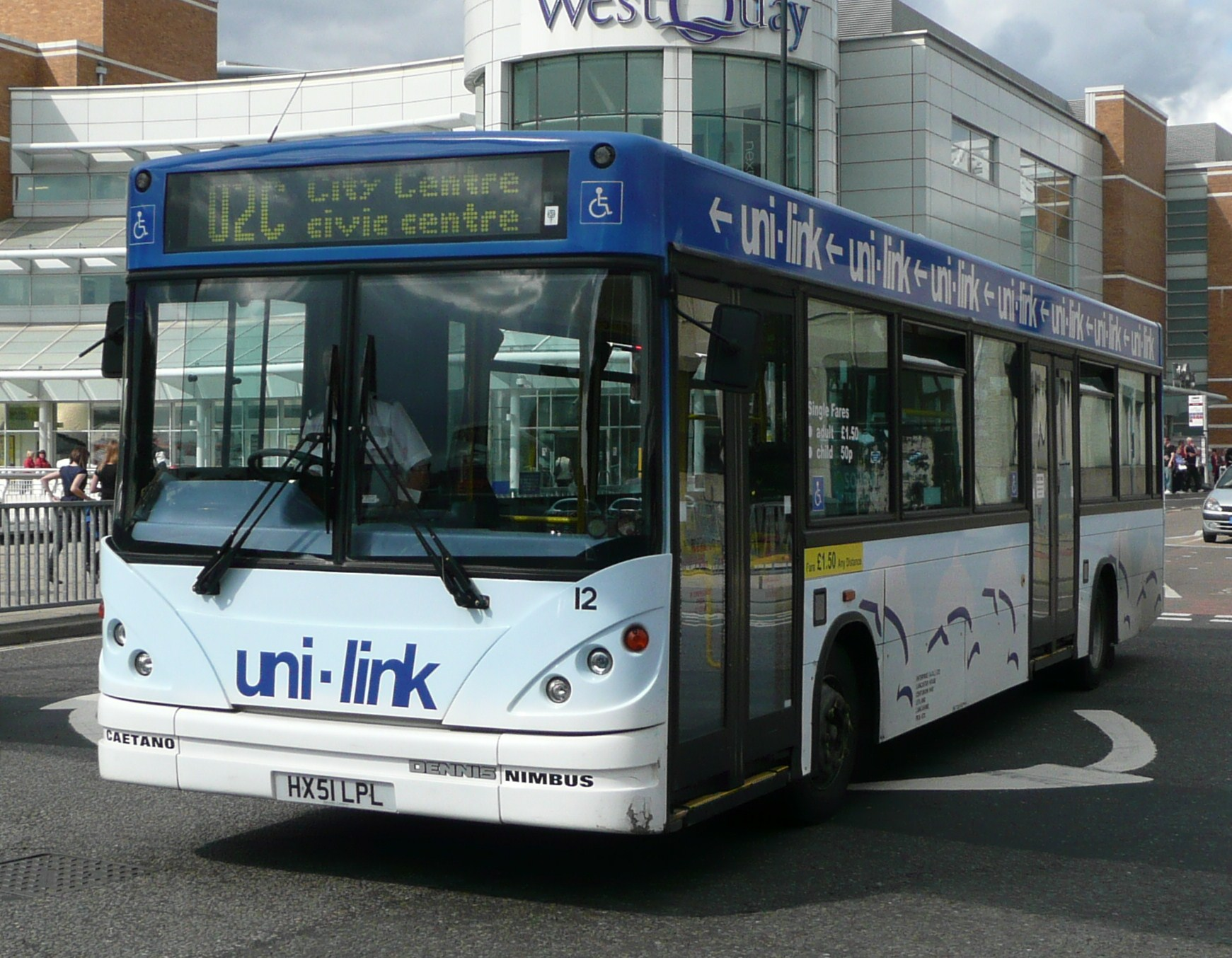
Unilink Caetano Nimbus
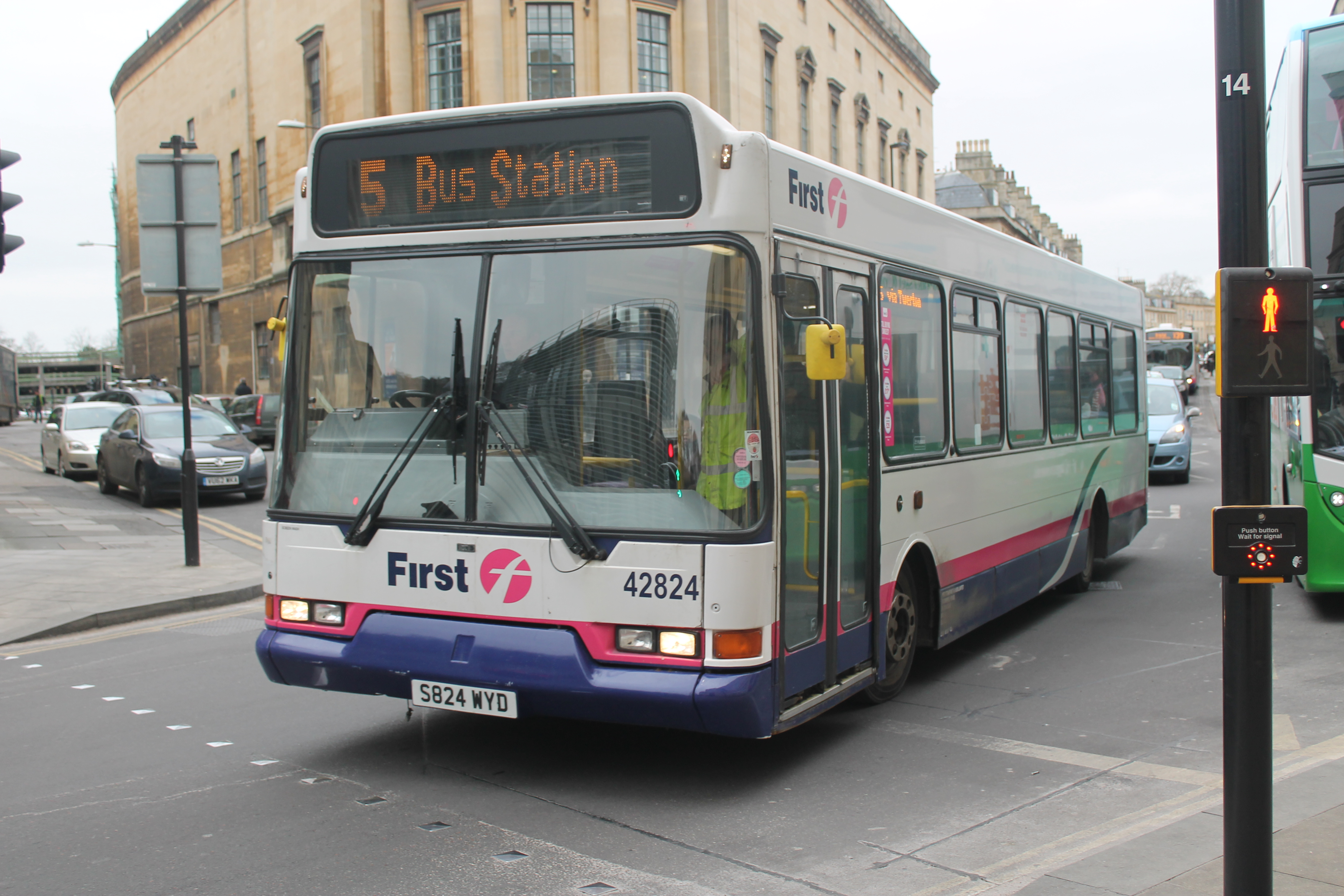
East Lancs Spryte
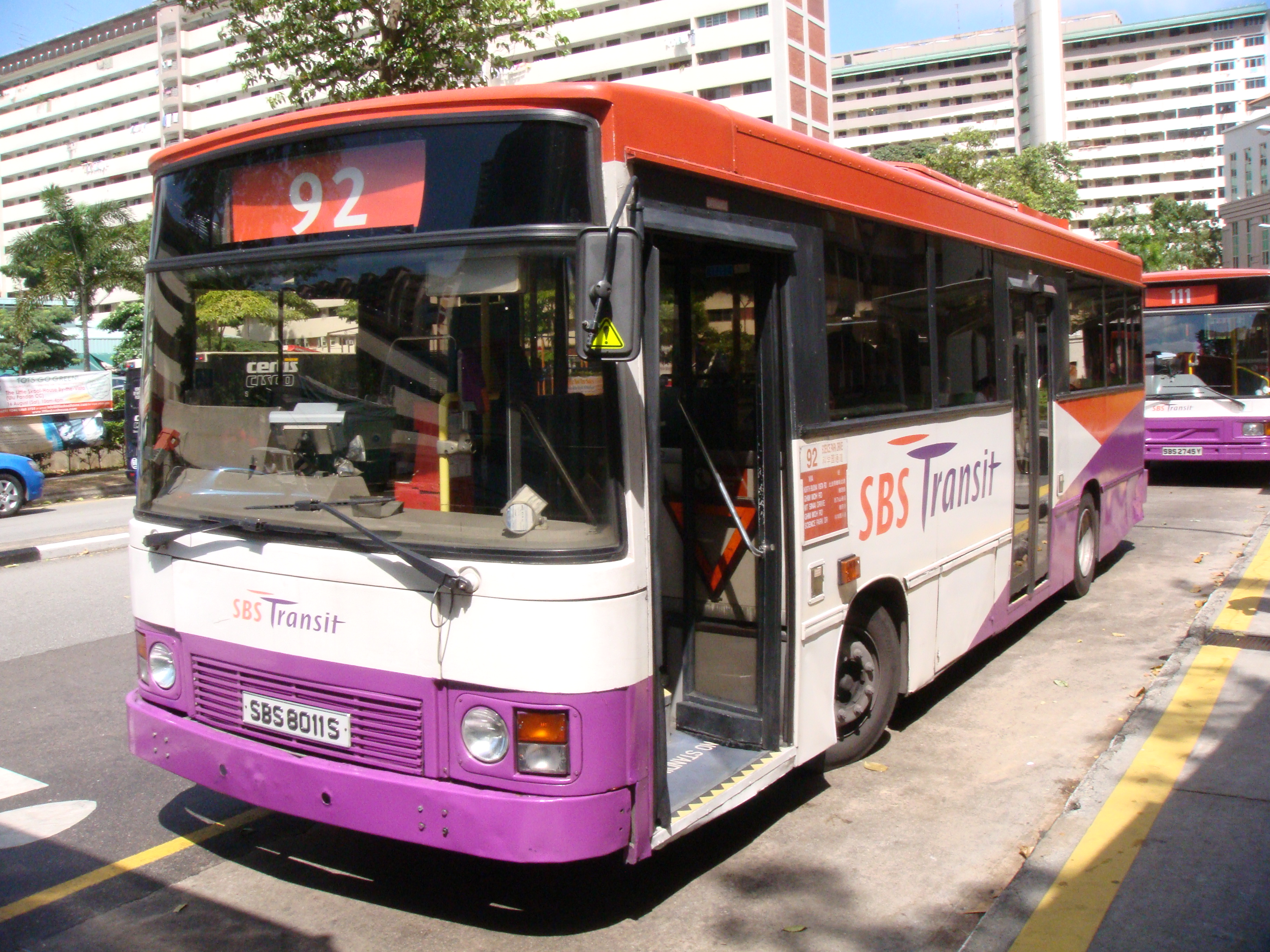
Duple Metsec в Сингапуре
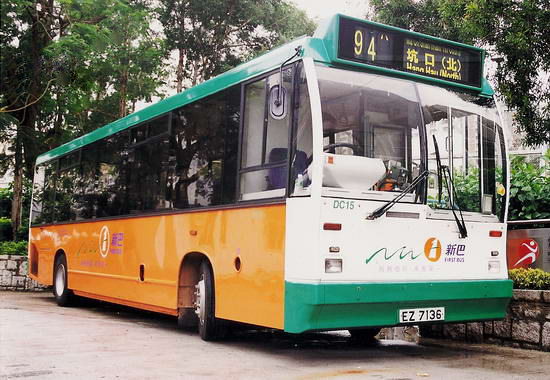
Carlyle Works в Гонконге
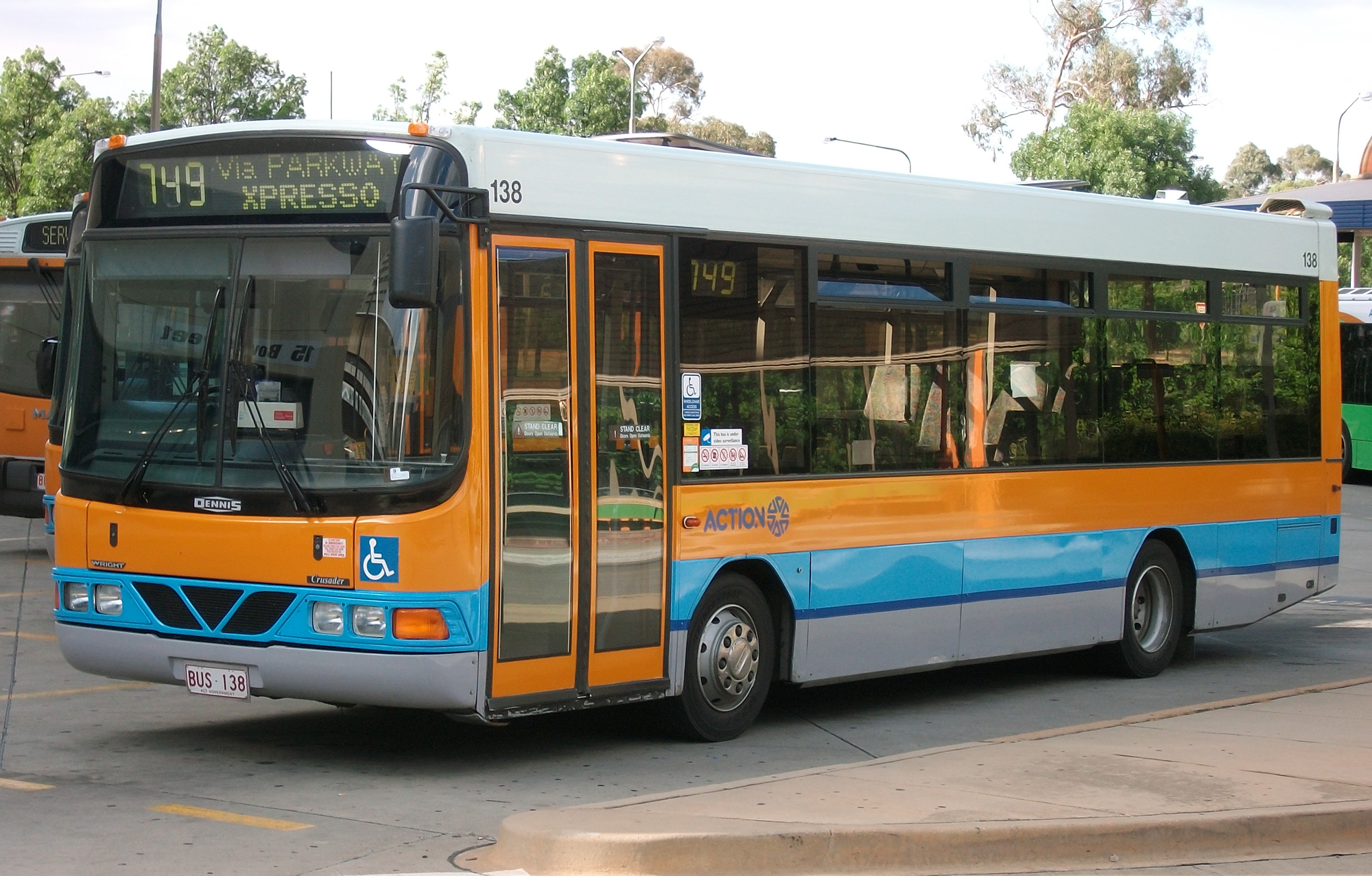
Wright Crusader